# Ecosse
Ecosse is een Amerikaans motorfietsmerk.
Ecosse is een Amerikaans bedrijf dat in 2001 werd opgericht door voormalig coureur Donald Atchison. Men produceert er specials met eigen grote V-twin-blokken. In 2005 werd bijvoorbeeld de "Heretic" gepresenteerd, een sportieve naked bike met een motorblok van Patrick Racing.